# Frederic William Henry Myers
Frederic William Henry Myers (Keswick, 6 febbraio 1843 – Roma, 17 gennaio 1901) è stato uno psicologo e parapsicologo britannico.

## Biografia
Fu membro e fondatore della Society for Psychical Research.
Nato nel Cumberland, studiò al Trinity College di Cambridge dove rimase anche dopo gli studi in qualità di ispettore scolastico, incarico che ricoprì per ben trent'anni. Fu qui che nel 1869 decise di intraprendere le indagini sul mondo del paranormale dopo aver incontrato Henry Sidgwick.
Secondo le sue metodologie Myers intendeva avviare uno studio empirico ed oggettivo del mondo extrasensoriale. Fu con questo spirito che nel 1882 fondò insieme ad altri la Society for Psychical Research. Si immerse senza risparmiarsi nei suoi studi e pubblicò le sue ricerche in ben 16 volumi dei Proceedings della Society for Psychical Research.
Nell'opera Phantasms of the Living 1886, scritta in collaborazione con Edmund Gurney e Frank Podmore, furono suoi molti dei termini utilizzati nel campo della parapsicologia, ancora in auge, quali paranormale, telepatia, veridico ed altri.
Dopo essere stato eletto Presidente della Society for Psychical Research nel 1900, si occupò di pubblicare gran parte delle sue ricerche in diversi editoriali apparsi sulla Fortnightly Review, e nel 1903 venne pubblicato postumo il suo capolavoro, Human Personality and its Survival of Bodily Death. In quest'opera Myers indaga sui poteri di quello che lui chiama sé subliminale, che egli definisce un io reale, ed un immenso organismo psichico del quale la coscienza ordinaria è solo una minima parte, e del quale i cosiddetti poteri paranormali sono i normali canali di percepire il mondo. L'opera venne accolta con tale entusiasmo che venne adottata dalla Università di Madras come testo di studio per le lezioni di psicologia alla facoltà di lettere e filosofia. Il motivo di tale scalpore risiedeva nel fatto che la sua ipotesi, tramite una vera e propria rivoluzione copernicana, spiegava i fenomeni paranormali come frutto dell'attività spirituale dell'osservatore, inconsapevole delle proprie potenzialtà. Ciò risultò essere un duro attacco alle posizioni spiritualiste secondo le quali il paranormale era in gran parte la manifestazione dell'esistenza delle anime dei morti.
Un ulteriore contributo di quest'opera fu di riportare un certo ordine all'interno della massa caotica degli studi psicologici, e tuttavia non precludeva la credenza in una vita ultracorporea, anzi infondeva ad essa nuova linfa. Se, infatti, i poteri attribuiti al sé subliminale non avevano alcuno utilizzo nella vita corporale, essi dovevano necessariamente essere destinati ad un uso ulteriore, ad una fase successiva dell'esistenza dell'individuo, successiva a quella fisica.
A tale proposito, un grande estimatore dell'opera di Myers, lo scienziato e filosofo statunitense William James affermò che:
Il 9 maggio 1874, in compagnia di Edmund Gurney, Myers fece conoscenza con l'allora noto medium Stainton Moses, con il quale strinse una profonda amicizia. L'influenza di Moses sulla credenza in una vita spirituale oltre quella fisica fu talmente forte da condizionare enormemente le ricerche di Myers e quando Stainton morì lasciando a quest'ultimo tutti i suoi diari dove memorizzò le sue esperienze medianiche, Myers pubblicò gran parte di esse nei volumi IX e XI dei Proceedings, come prova delle sue teorie.
Nel 1894 Myers fu ospite del fisiologo e Premio Nobel Charles Richet, e partecipò con i suoi compagni della Society for Psychical Research, Oliver Lodge e Julien Ochorowitz, a un gruppo di studio per analizzare una serie di esperimenti sulle attività medianiche con la medium Eusapia Palladino. Le sedute rivelarono che i presunti poteri medianici della Palladino erano frutto di una astuta e ben congegnata frode, cosa che scosse notevolmente le sue opinioni sull'attività medianica; tuttavia egli si dichiarò convinto dell'esistenza della telecinesi e degli ectoplasmi come fenomeni genuini. Per nulla scoraggiato da questa esperienza negativa, Myers continuò le sue ricerche prendendo come soggetto la medium non professionista Elizabeth d'Esperance, dichiarando in questa occasione di aver veduto chiaramente delle forme distinguibili all'interno di una sfera di cristallo; contemporaneamente a questa attività, si occupò di indagare alla misteriosa serie di strani fenomeni in una casa infestata, la Ballechin House, nel Perthshire, in Scozia. Parlò di queste esperienze in un saggio dal titolo On Alleged Movements of Objects without Contact, occurring not in the Presence of a Paid Medium, pubblicato nel Volume VII dei Proceddings.
Myers morì a Roma nel 1901 e uscì due anni dopo la pubblicazione Human personality and its survival of bodily death, nel 1903. Dopo la sua morte divenne popolare il caso delle "corrispondenze incrociate" in cui lo spirito dell'autore avrebbe comunicato con diversi medium dell'epoca mediante Scrittura automatica, tra i quali Leonora Piper, A. W. Verrall e Alice MacDonald (Kipling) Fleming.
Come psicologo ha lasciato importanti contributi, riconosciuti dal grande storico della psichiatria dinamica Henry Ellenberger, sul tema della dissociazione.

## Corrispondenze incrociate
Secondo Colin Wilson le corrispondenze incrociate sono "La prova più convincente mai messa su carta della realtà della vita dopo la morte."
Molte delle critiche mosse verso i medium, anche verso quelli considerati "autentici", era che ciò che questi sostenevano, non erano deduzioni miracolose o frutto di poteri, ma semplicemente provenissero dall'inconscio dei medium o dalla lettura del pensiero dei partecipanti tramite trucchi per lo più mentalisti. È grazie a queste corrispondenze incrociate che per molti queste teorie sono mutate, come dichiarano studiosi quali Colin Brookes-Smith, nel Society for Psychical Research Journal.
Il metodo che Myers studiò in vita, e che reputano veritiero e presumono sia stato applicato da lui stesso post mortem, era quello di queste corrispondenze incrociate: messaggi destinati a diversi medium in diverse parti del mondo. Messaggi estremamente complicati, che avevano oggetto materie classiche di nicchia, spesso in latino e greco. Ma soprattutto messaggi troncati, che si potevano completare e prendevano senso solo se abbinati agli altri. Quando in vita Myers ne parlava coi colleghi della Society for Psychical Research, che hanno detto che se tale esperimento fosse stato attuato e verificato, avrebbe avuto un "valore probatorio" e sarebbe stata una prova determinante della vita che continua dopo la morte.
Non solo Myers, ma anche Henry Sidgwick ed Edmund Gurney dopo la loro dipartita scrissero, secondo i medium, alcuni di questi messaggi inerenti all'esperimento.
In trent'anni vennero trasmessi oltre 3000 messaggi,costituiti da più di quaranta pagine dattiloscritte che insieme formavano 24 volumi di 12.000 pagine. Uno dei maggiori ricercatori su questi messaggi era il Prof. Verrall, che morì dopo decenni che seguiva la cosa, di vecchiaia, tanto si protraeva nel tempo tale corrispondenza. Sempre a quanto dicono i medium che ricevevano i messaggi, iniziò anch'egli a comunicare.
Wilson conclude dicendo Considerati nel loro complesso, le Corrispondenze Incrociate e i messaggi di Willett sono fra le prove più convincenti attualmente esistenti riguardo alla vita dopo la morte. Per tutti coloro che siano disposti a dedicare qualche settimana al loro studio, essi sono la prova che, al di là di ogni ragionevole dubbio, Myers, Gurney e Sidgwick continuarono a comunicare dopo la loro morte.
Sulle corrispondenze incrociate ci sono stati diversi dibattiti, vi sono state da una parte critiche che lo reputavano un enorme falso, come sostiene il ricercatore Eric J. Dingwall o il prestigiatore John Booth, ma in generale vista la mole e la difficoltà di scrittura, oltre al protrarsi negli anni, risulterebbe secondo molti difficile realizzare tale incredibile falso. La Society for Psychical Research si è espressa in favore della veridicità della cosa tramite una serie di esperimenti e relative conclusioni, in particolare col loro ufficiale Alice Johnson o Gerald Balfour e altri personaggi incaricati di indagare sulla cosa.